# Amparo Piñero
Amparo Piñero Guirao (Murcia, 13 de diciembre de 1997) es una actriz, cantante, bailarina y modelo española, conocida por interpretar el papel de Lola Ortega en la serie A tres metros sobre el cielo (Summertime), por el papel de Carmen Villanueva / Carmen Cruz en la telenovela Dos vidas y por el papel de Martina de Luján y Llopis en la telenovela La promesa.

## Biografía
Amparo Piñero nació el 13 de diciembre de 1997 en Murcia. Desde temprana edad mostró inclinación por la actuación, y además de español también habla italiano.

## Carrera
Amparo Piñero se formó en las escuelas de Cristina Rota y El Estudio, además se licenció en interpretación musical en la escuela superior de arte dramático de Murcia. Completó su formación en ballet y claqué: Raquel Jiménez y danza contemporánea y jazz con Susana Ruiz. Forjó sus inicios actorales en varias obras: El Misterio de Europa (como guionista y actriz), La Antología de la Zarzuela dirigida por Pepe Ros y La casa de Bernarda Alba el musical dirigido por Michael John La Chiusa.
En 2021 y 2022 ocupó el papel de Lola Ortega en la serie de televisión italiana de Netflix A tres metros sobre el cielo (Summertime) y donde actuó junto a los actores Ludovico Tersigni, Coco Rebecca Edogamhe y Andrea Lattanzi. En los mismos años fue elegida para interpretar el papel de la protagonista Carmen Villanueva / Carmen Cruz en la telenovela emitida en La 1 Dos vidas y donde actuó junto a actores como Laura Ledesma, Sebastián Haro, Silvia Acosta e Iván Mendes.
En 2023 fue elegida para interpretar el papel de Martina de Luján y Llopis en la telenovela emitida en La 1 La promesa, junto a los actores Ana Garcés, Eva Martín, Manuel Regueiro, Arturo Sancho, Carmen Asecas y Xavi Lock. En el mismo año fue incluida en el reparto de la serie de Prime Video Los Farad, junto a actores como Miguel Herrán, Susana Abaitua, Pedro Casablanc, Nora Navas y Fernando Tejero.

## Filmografía

### Televisión
| Año           | Título                       | Personaje                       | Cadeña      | Episodios     | Notas        |
| ------------- | ---------------------------- | ------------------------------- | ----------- | ------------- | ------------ |
| 2021-2022     | A tres metros sobre el cielo | Lola Ortega                     | Netflix     | 15 episodios  | Protagonista |
| 2021-2022     | Dos vidas                    | Carmen Villanueva / Carmen Cruz | La 1        | 255 episodios | Protagonista |
| 2023-presente | La promesa                   | Martina de Luján y Llopis       | La 1        | ¿? episodios  | Protagonista |
| 2023          | Los Farad                    | Tanya Farad                     | Prime Video | 8 episodios   | Protagonista |

## Teatro
| Año       | Título                                             | Autor                                  | Director             | Personaje   |
| --------- | -------------------------------------------------- | -------------------------------------- | -------------------- | ----------- |
| 2009-2015 | Integrante del Coro San Buenaventura               |                                        |                      |             |
| 2014      | El misterio de Europa                              |                                        |                      |             |
| 2015      | El Abadejillo                                      | Luis Quiñones de Benavente             | Joaquín Pérez        | Catalina    |
| 2017      | Miscelánea del amor y el dolor                     | Amadeo Vives y Guillermo Perrín y Vico | Pepe Ros             |             |
| 2017      | Bohemios                                           |                                        |                      |             |
| 2018      | Las Brujas de Sälen                                | Ann Putnam                             |                      |             |
| 2018      | Modelo en el show de pintura corporal              |                                        |                      |             |
| 2018      | La Antología de la Zarzuela                        |                                        | Pepe Ros             |             |
| 2019      | El Despertar, basada en Spring Awakening           | Steven Sater                           | José Antonio Sánchez | Ilse y Anna |
| 2019      | La casa de Bernarda Alba, el musical               | Michael John LaChiusa                  |                      | Amelia      |
| 2019      | Cantante y actriz en la compañía de ópera española |                                        |                      |             |